# Topomyia sabahensis
Topomyia sabahensis is een muggensoort uit de familie van de steekmuggen (Culicidae). De wetenschappelijke naam van de soort is voor het eerst geldig gepubliceerd in 1988 door Ramalingam & Ramakrishna.